# Como Gostais

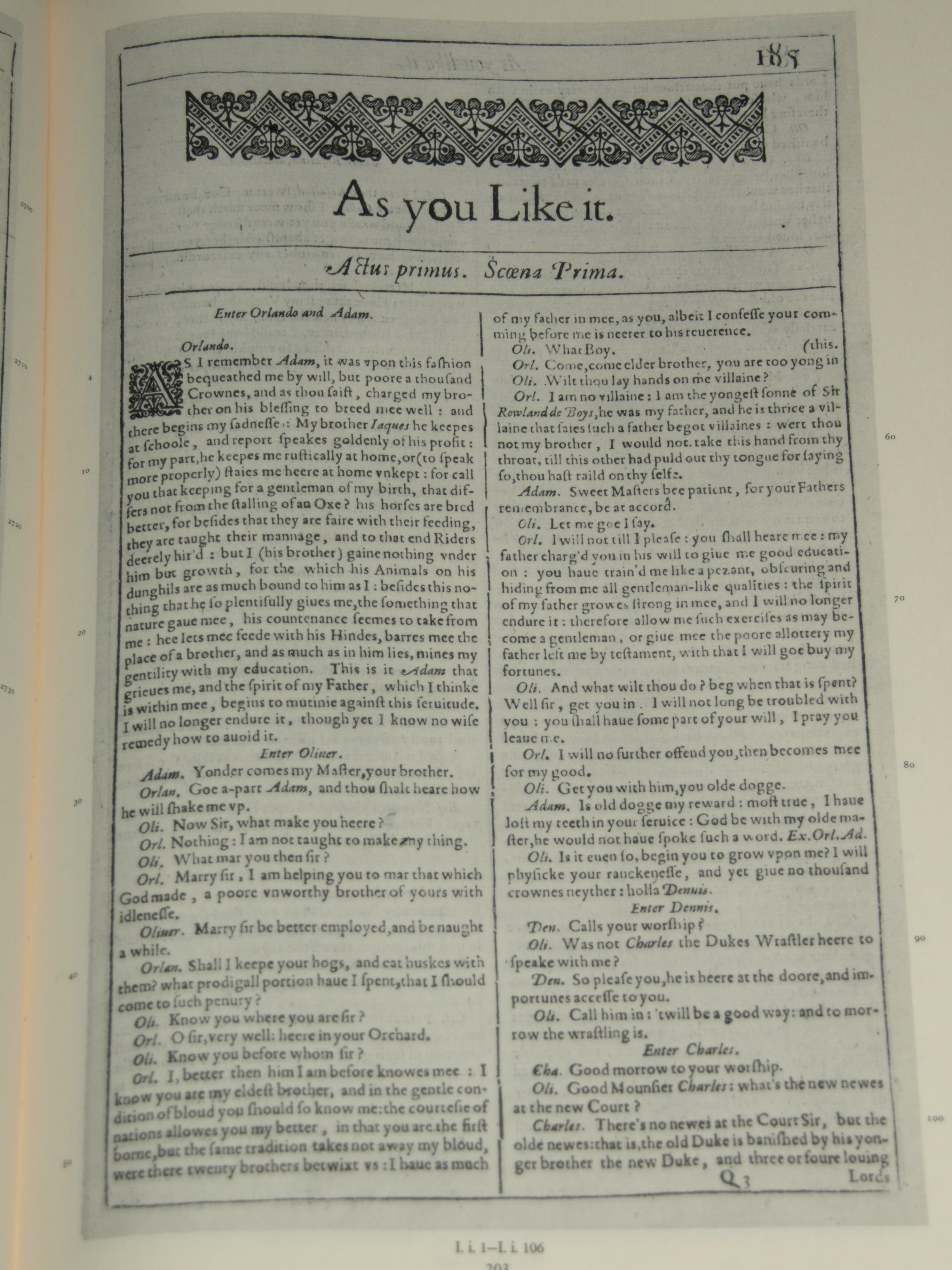
Primeira página de Como Gostais no First Folio de 1623.

As You Like It (publicado em português como Como gostais ou Do jeito que você gosta) é uma peça teatral do dramaturgo inglês William Shakespeare (1564-1616). Acredita-se que tenha sido escrita entre 1599 e o início de 1606. É classificada diversas vezes como uma das comédias shakespearianas mais maduras.

## Data e texto
A peça foi escrita no registro da Stationer Company em 4 de agosto de 1600, mas não foi impressa até sua inclusão no First Folio de 1623.

## Personagens
- Duque, exilado.
- Frederico, irmão e usurpador das terras do Duque.
- Amiens e Jaques, nobres que vivem com o Duque exilado.
- Le Beau, cortesão do Frederico.
- Carlos, lutador.
- Olivério, Jaques e Orlando, filhos de Rolando de Boys.
- Adão e Denis, criados de Olivério.
- Toque, bobo.
- Sir Olivério Sujatexto, vigário.
- Corino e Sílvio, pastores.
- Guilherme, "rústico".
- Rosalinda, filha do Duque banido.
- Célia, filha do Frederico.
- Febe, pastora.
- Aubrey, camponesa.
- Nobres, pajens, caçadores e criados.

## Sinopse
Frederico usurpou o poder do Duque, seu irmão, e criou a filha dele, Rosalinda, junto com a sua, Célia. Anos depois, Rosalinda se apaixona por Orlando, filho do melhor amigo do Duque. Frederico a expulsa de casa. Ela parte, e Célia vai com ela. Disfarçada de homem, Rosalinda vai viver numa floresta, onde seu pai, o Duque, vive como uma espécie de Robin Hood. Tempos depois, Orlando, fugindo de Oliver, seu irmão, que havia tentado matá-lo, também chega ao mesmo lugar e entra para o bando do Duque. Como “homem”, Rosalinda ensina Orlando a seduzir uma mulher. Orlando a leva ao encontro do Duque, e então Rosalinda revela quem de fato era. Oliver se apaixona por Célia e se arrepende. Três casamentos acontecem: de Rosalinda com Orlando, Oliver com Célia e Febe com Sílvio.